# Boomerang (stripalbum)
Boomerang is het tiende stripalbum uit de stripreeks Jeremiah. Het album is geschreven en getekend door Hermann Huppen. Van dit album verschenen tot 2023 twee drukken, bij uitgeverij Novedi in 1984, en bij uitgeverij Dupuis in de collectie Spotlight, in 1994.

## Inhoud
Het leven van Jeremiah is in rustig vaarwater gekomen sinds hij Kurdy heeft verlaten, hij woont in de stad, heeft een baan en zal binnenkort met Lena trouwen. Met Kurdy gaat het minder florissant, hij begeeft zich van het ene duistere klusje naar het andere. Kurdy raakt nog verder in de problemen als hij aan de stok krijgt met Monroe, een politicus die tot burgemeester probeert gekozen te worden in de stad. Ondanks wat er voorgevallen is helpt Jeremiah zijn vroegere vriend, hetgeen tot een verwijdering leidt tussen hem en Lena. 